# Aiolopus carinatus
Aiolopus carinatus är en insektsart som först beskrevs av Bei-bienko 1966.  Aiolopus carinatus ingår i släktet Aiolopus och familjen gräshoppor. Inga underarter finns listade i Catalogue of Life.